# Montlieu-la-Garde
 Montlieu-la-Garde  es una población y comuna francesa, situada en la región de Poitou-Charentes, departamento de Charente Marítimo, en el distrito de Jonzac. Es el chef-lieu y mayor población del cantón de Montlieu-la-Garde.

## Demografía
| 1516 | 1469 | 1317 | 1289 | 1326 | 1275 |
| Para los censos de 1962 a 1999 la población legal corresponde a la población sin duplicidades (Fuente: INSEE [Consultar]) |      |      |      |      |      |